# Бричаны (Дондюшанский район)
Бричаны (рум. Briceni, Бричень) — село в Дондюшанском районе Молдавии. Относится к сёлам, не образующим коммуну.

## География
Село расположено на высоте 235 метров над уровнем моря.
Через село проходит автострада европейского значения E 583 (Роман — Житомир).

## Население
По данным переписи населения 2004 года, в селе Бричаны проживает 897 человек (413 мужчин, 484 женщины).
Этнический состав села:
| Национальность | Число жителей | Процентный состав |
| -------------- | ------------- | ----------------- |
| молдаване      | 880           | 98,1              |
| украинцы       | 12            | 1,34              |
| русские        | 4             | 0,45              |
| прочие         | 1             | 0,11              |
| Всего          | 897           | 100 %             |

## Личности
- Борис Мельник, учёный
- Элиза Ботезату, писательница
- Анна Бондаренко, профессор филологии, французско-молдавский общественный деятель